# Cistenides gouldii
Cistenides gouldii är en ringmaskart som beskrevs av Addison Emery Verrill 1873. Cistenides gouldii ingår i släktet Cistenides och familjen Pectinariidae. Inga underarter finns listade i Catalogue of Life.